# Pocketful
Pocketful är en svensk rockgrupp, bestående av Jerker Rellmark (sång, keyboards, trumpet) Johan Engström (gitarr) och Joakim Gralén (div texter).
Gruppen släppte i april 2005 albumet Sparkling (MUSEA FGBG 4474.AR). I april 2008 släpptes EP:n "A Sparrow's Mind" av Ovanbeck Records, där Rellmark är delägare. Året efter kom en ny EP, "Ambiguous Signs", samt en återutgivning av några låtar från "Sparkling", kallad "Sparkling Revisited". Pocketful har dessutom under 2009 börjat att regelbundet ge ut gratislåtar i en samling kallad "Pocketful Evergreens - A Collection of Demo Recordings". I december 2010 kom sex-låtars-EP:n "Late Night Call" och till en av låtarna, "I Don't", släpptes samtidigt trions första officiella musikvideo. Ytterligare två videos, "Extract" och "Late Night Call" följde snart därefter. Under 2010 blev dessutom en handfull av gruppens låtar remixade av musiker från bland annat Tyskland, Polen och USA - denna release väntas släppas under våren 2012.
Gruppen spelar atmosfärisk, rytmisk pop som för tankarna till No-Man, David Sylvian, Chroma Key, The Blue Nile och Talk Talk.

## Diskografi
- Sparkling (2005)
- A Sparrow's Mind (2008) (EP)
- Ambiguous Signs (2009) (EP)
- Pocketful Evergreens - A Collection of Demo Recordings (2009)
- Sparkling Revisited (2009) (EP)
- Late Night Call (2010) (EP)

- Perfect Pose (2016) (EP)